# 香川県道22号善通寺綾歌線
香川県道22号善通寺綾歌線（かがわけんどう22ごう ぜんつうじあやうたせん）は、香川県善通寺市から丸亀市に至る県道（主要地方道）である。

## 概要

### 路線データ
- 起点：善通寺市生野町（東務主交差点、香川県道25号善通寺多度津線交点）
- 終点：丸亀市綾歌町栗熊（高松琴平電気鉄道琴平線 栗熊駅前）

## 歴史
- 1992年（平成4年）4月 - 香川県道22号善通寺香川線のうち、綾歌町新羽床口交差点から香川町鮎滝交差点までの区間を国道377号に編入するとともに香川県道22号の終点を変更し、路線名を香川県道22号善通寺綾歌線に変更。
- 1993年（平成5年）5月11日 - 建設省から、県道善通寺綾歌線が善通寺綾歌線として主要地方道に指定される[1]。

## 地理

### 通過する自治体
- 善通寺市
- 丸亀市

### 交差する道路
- 香川県道25号善通寺多度津線（香川県善通寺市生野町・東務主交差点、起点）
- 国道319号（香川県善通寺市与北町・与北橋西詰交差点）
- 香川県道206号原田琴平線（香川県善通寺市与北町・与北橋東詰交差点）
- 香川県道・徳島県道4号丸亀三好線（香川県善通寺市与北町９・与北町交差点）
- 香川県道46号長尾丸亀線（香川県丸亀市川西町南・西小川交差点）
- 香川県道193号川津丸亀線（香川県丸亀市飯山町東小川・中方橋東詰交差点）
- 国道438号（香川県丸亀市飯山町下法軍寺・島田交差点）
- 国道438号（香川県丸亀市飯山町下法軍寺・島田交差点）
- 香川県道191号富熊宇多津線（香川県丸亀市綾歌町富熊・堂の元交差点）
- 国道32号（国道377号・香川県道282号高松琴平線重複）（香川県丸亀市綾歌町栗熊東・栗熊駅前）

### 沿線
- 高松琴平電気鉄道琴平線 栗熊駅